# Fast and Furious 5, le jeu officiel
Fast and Furious 5, le jeu officiel est un jeu vidéo de course développé et édité par Gameloft pour Android, iOS, J2ME et MacOS. Le jeu est basé sur la cinquième franchise de films Fast & Furious. Il est sorti en deux versions: 3D pour les smartphones et 2D pour les téléphones fonctionnels.

## Système de jeu
Le jeu est similaire aux précédents jeux mobiles Fast & Furious ainsi qu'à la série Asphalt. Les commandes d'inclinaison et une vue à la troisième personne sont utilisées par défaut, mais peuvent être remplacées par une vue de face et des commandes tactiles. La voiture roule automatiquement et les boosters nitro peuvent être utilisés pour gagner en vitesse supplémentaire. Il existe également une fonction qui permet au joueur de remonter le temps en cas d'accidents, utilisable 3 fois durant une partie.
Le mode principal du jeu est le mode carrière qui suit l'histoire du film, composé de dix chapitres. Il existe plusieurs modes de carrière différents: courses normales et courses contre la montre, éliminations où le joueur doit pousser ses adversaires hors de la route, courses de dragsters et dérapage. Pour passer au chapitre suivant, des points de renommée doivent être gagnés en performant dans les événements.
Il existe également un mode multijoueur qui permet des courses avec jusqu'à dix joueurs. Il peut être joué en ligne ainsi que via Wi-Fi ou Bluetooth.

## Accueil
La version iOS de "Fast Five" a reçu des critiques généralement favorables et a obtenu un score de 81 sur 100 selon l'agrégateur de critiques Metacritic.